# Четыре дороги
«Четыре дороги» — аргентинский фильм 2004 года, главные роли в котором исполнили вокалисты аргентинской поп-рок-группы «Erreway», созданной в процессе съёмок телесериала «Мятежный дух». Однако фильм не является его продолжением.

## Сюжет
Окончив колледж, четыре подростка — Мия, Марисса, Пабло, Мануэль и их менеджер Бенито оставляют удобную жизнь в Буэнос-Айресе, чтобы искать приключения. Они узнают различные города, прекрасные пейзажи, знакомятся с людьми. Однако неожиданное появление ребёнка застаёт их врасплох, угрожая всем их планам. Тем не менее, они преодолевают многочисленные препятствия и опасности, рискуя своими собственными жизнями в дороге к своей мечте. Вместе с ребёнком, петухом, названным Росита, Мия и Мануэль и Бенито, они совершают самое важное путешествие в их жизни.

## В ролях
| Актёр             | Роль                     |
| ----------------- | ------------------------ |
| Луисана Лопилато  | Мия                      |
| Камила Бордонаба  | Марисса                  |
| Бенхамин Рохас    | Пабло                    |
| Фелипе Коломбо    | Мануэль                  |
| Роли Серрано      | Бенито                   |
| Валентина Карлос  | Канделла (новорожденная) |
| Камила Махтанкси  | Канделла (1 год)         |
| Микаела Махтанкси | Канделла (1 год)         |
| Карла Пандольфи   | Канделла (взрослая)      |